# Kleinwald
Kleinwald bezeichnet in Österreich Wälder von Betrieben bis zu 200 Hektar Katasterwaldfläche. 99 % der Waldbesitzer in Österreich sind Kleinwaldbesitzer.

## Begriffsabgrenzung Kleinwald – bäuerlicher Wald
Im Allgemeinen wird Kleinwald und bäuerlicher Wald – in Abgrenzung zum Waldbesitz der Forstbetriebe und insbesondere der Österreichischen Bundesforste – für dasselbe erachtet. Die Spezifizierung auf 200 Hektar Katasterwaldfläche (Eigentumsart der Waldinventur) beziehungsweise dem Kleinwaldbesitzer als „Person, die Eigenwald unter 200 ha Größe besitzt“ wird aber der Situation von Bauernwald und Privatbesitz in Österreich nicht unbedingt gerecht.
- In diese Größenklasse fallen auch die Betriebe juristischer Personen, z. B. Agrargemeinschaften und Gemeindewälder (rund 12 % dieser Größenkategorie)[4] wie auch sonstiger Privatbesitz nichtlandwirtschaftlich Wirtschaftstreibender
- Die Agrarstatistik betrachtet als bäuerlicher Waldbesitz die Gesamtheit der Forstbetriebe natürlicher Personen einschließlich privatem Großwald (rund 360.000 ha)[4]

Die Waldfläche bäuerlicher Betriebe in Österreich wird nach Agrarstatistik mit 1,73 Millionen Hektar angegeben, der Kleinwald mit 1,56 Millionen Hektar, während die Österreichische Waldinventur 2,13 Millionen Hektar Kleinwald ausweist. Um diesen Missstand zu beseitigen, wird derzeit der Kataster mit den genauen Satellitendaten der europäischen Forstkarten abgeglichen.
Insgesamt gibt es 170.000 Waldeigentümer (Land- und forstwirtschaftliche Betriebe insgesamt etwa 187.000), davon 53 Prozent Kleinwaldbesitzer, unter denen die durchschnittliche Waldfläche bei 9,2 Hektar pro Betrieb liegt. Der Privatwaldanteil liegt aber – weit über dem europäischen Durchschnitt – bei etwa 80 %, und diese 80 % verteilen sich auf knapp 150.000 Privateigentümer. Die durchschnittliche Betriebsgröße im Agrarsektor beträgt 35,0 ha (2007), das heißt, beim Kleinwaldbesitzer macht im Allgemeinen 3⁄4 eines Betriebes landwirtschaftlich genutzte Fläche aus, 1⁄4 forstwirtschaftlich genutzte Fläche – auch das ist europaweit eine Besonderheit.

## Der Kleinwaldbesitz als Wirtschaftsfaktor
In Österreich ist eine Fläche von etwa vier Millionen Hektar bewaldet (1998), davon 83 % Ertragswald, es wird etwa die Hälfte der Wälder Österreichs kleinbetrieblich bewirtschaftet.
Im Durchschnitt des Zeitraumes 1992–2001 wurden 4,3 fm/ha Kleinwald genutzt, und etwa 9,7 Familienarbeitskraftstunden je Hektar in die Waldwirtschaft investiert, wobei die bewertete Familienarbeit etwa die Hälfte der Kosten ausmacht. Der Forstertrag je Hektar betrug dabei im österreichischen Durchschnitt 300 €. Der durchschnittliche Holzertrag/fm im Kleinwald liegt bei etwa 90–95 % des Vergleichswertes aus dem Großwald. Im Jahr 2006 wurden im Kleinwald insgesamt 11,48 Millionen Erntefestmeter geschlägert, im Vergleich zu 5,85 Millionen Erntefestmetern im Forstbetrieb. Damit zeigt sich der Kleinwald als bedeutender Wirtschaftsfaktor in Österreich, der als Wertschöpfungsressource den Großwald übertrifft, und dessen Potential noch nicht vollständig erschlossen ist.
Durch den gesellschaftlichen Wandel und die damit verbundene Reduktion der Anzahl landwirtschaftlicher Betriebe ist die Gruppe der „neuen, waldfernen Kleinwaldbesitzer“ entstanden. Das sind Kleinwaldbesitzer, die Wald überwiegend erben aber die ihren Wald nicht aktiv bewirtschaften. Im Zuge der Urbanisierung sind die Waldbesitzer vielfach aus der ländlichen Region abgewandert und in anderen Berufen tätig. Ihr Kleinwald hat keine wirtschaftliche Bedeutung und das Interesse an der Holznutzung ist gering.

## Klimasmarte Bewirtschaftung in Kleinwald
Der Klimawandel bringt höhere Temperaturen und geänderte Niederschlagsverteilungen für den Kleinwald. Höhere Temperaturen und durch Dürre geschwächte Bäume steigern den Befall von Schädlinge oder Krankheitserreger (z. B. Buchdrucker oder Rußrindenkrankheit). Der Wald muss sich an die Veränderungen anpassen und zahlreichen Anforderungen gewachsen sein.
In einem aktiv bewirtschafteten Wald können Probleme frühzeitig erkannt und Gegenmaßnahmen rechtzeitig ergriffen werden. Bei einer klimasmarten Bewirtschaftung unterstützt der Waldbesitzer mit der Nachpflanzung von Baumarten die an den neuen Standortsbedingungen angepasst sind die Widerstandsfähigkeit gegen zukünftiger Stürme, Trockenheit oder Waldbrände. Nicht nur sichert der Waldbesitzer durch die Anpassung einen Holzertrag und bindet CO2 aus der Atmosphäre, die effiziente Verwendung von Holz als nachwachsender, klimafreundlicher Rohstoff und Energieträger leistet einen wesentlichen Beitrag zur Einsparung anthropogen verursachter CO2-Emissionen in seinem Privatwald.